# Grodzie
Grodzie [ˈɡrɔd͡ʑe] là một khu định cư ở khu hành chính của Gmina Braniewo, thuộc huyện Braniewski, Warmińsko-Mazurskie, ở miền bắc Ba Lan, gần biên giới với tỉnh Kaliningrad của Nga. Nó nằm khoảng 10 kilômét (6 mi) về phía đông nam của Braniewo và 72 km (45 mi) phía tây bắc của thủ đô khu vực Olsztyn.
Khu định cư có dân số 8 người.